# Tele Antillas
Teleantillas es un canal de televisión de la República Dominicana que transmite en señal abierta a través del canal 2. También opera desde el canal 10 de televisión abierta en formato digital. Fue fundado el 15 de mayo de 1979 y se reconoce por haber sido el primer canal del país en iniciar transmisiones a color desde su lanzamiento.
Su programación incluye noticieros, programas de entrevistas, entretenimiento, telenovelas y eventos deportivos. El canal forma parte del Grupo de Medios Corripio, un conglomerado de comunicación que también opera otros medios de alcance nacional.

## Historia
En 1978 Germán E. Ornes, presidente del periódico El Caribe en ese entonces, inicia el proyecto de lanzar un canal de frecuencia VHF, al que llamaría Tele Antillas. La construcción se llevó a cabo en un amplio terreno ubicado al lado de la Editora El Caribe. Hacia agosto de 1979, Tele Antillas estaba listo para ser lanzado. Sin embargo, a finales de ese mes, el país fue devastado por el Huracán David, lo que obligó a postergar el lanzamiento de la planta televisora. A fin de cuentas, Tele Antillas fue lanzada el 15 de octubre de 1979. Originalmente la zona sur y capital sintonizaban el canal 2, mientras la zona norte del país lo recibía por el canal 13. Durante los años noventa esta estación repetía su señal a través del canal 21 del Telecable local de la capital.
Su lanzamiento fue un hito en la televisión dominicana. Era el canal más moderno de su época. Tele Antillas fue pionera en el uso del Audio Estéreo y en el uso del teleapuntador.  Además, fue unos de los canales que introdujo una programación basada casi en su totalidad en producciones internacionales, que incluye novelas, series, películas o dibujos animados entre otros. A pesar de eso, se produjeron y se siguen produciendo varios programas locales para toda la familia. Durante los años noventa, la estación fue adquirida por el Grupo Corripio, el mismo dueño de Telesistema 11, y fue relanzada con una nueva programación desde entonces.
Uno de los primeros canales en introducir las producciones de Brasil, creando el ya famoso horario Prime time de las 10:00 p. m. con novelas como Doña Bella, Pantanal, Xica da Silva, o El Clon, entre otras. En 2004 el canal renovó su logotipo por la celebración de sus 25 años y nuevamente en 2011 fue objeto de un ligero pero moderno rediseño.
En 2012, Teleantillas se convirtió en el canal oficial para la transmisión en la República Dominicana de la Eurocopa 2012. Ese mismo año, también implementó una nueva línea gráfica como parte de su renovación visual.
Tras el éxito de audiencia alcanzado con la serie Pablo Escobar, el patrón del mal, el canal incluyó en su horario estelar de las 10:00 p. m. la telenovela Sin senos no hay paraíso, la cual fue precedida por El Capo 2. El 26 de abril de 2019, Teleantillas trasladó sus operaciones a las instalaciones de su canal hermano, Telesistema 11.
Desde 2020, Teleantillas, junto a Coral 39, transmite oficialmente los partidos de la Major League Baseball (MLB) en la República Dominicana. Actualmente, el canal opera en los estudios que comparte con Telesistema 11 y Coral 39, todos pertenecientes al Grupo de Comunicaciones Corripio. En junio de 2022, inició pruebas de transmisión en Televisión Digital Abierta (TDT) a través del canal 10.1. A partir del 17 de julio, su señal comenzó a distribuirse oficialmente en las plataformas de Claro y Altice mediante dicho canal digital.

## Eslóganes
- "Tele Antillas, Canales 2 en Santo Domingo y 13 en Santiago" (años ochenta)
- "Tele Antillas, tu canal" (años noventa)
- "Tele Antillas, Ahora y siempre... lo mejor" (años noventa)
- "Tele Antillas, más de lo mejor" (2000-2004)
- "Tele Antillas, TV como eres tú" (2004-2011)
- "Tele Antillas, eres tú" (2012-presente).